# Оленич-Гнененко, Пётр Павлович
Пётр Павлович Оленич-Гнененко (20 декабря 1869 — 17 августа 1914) — русский и украинский писатель, поэт, драматург, сатирик.

## Биография
Происходил из дворянского рода Полтавщины, сын подполковника. Окончил в 1888 году Полтавский кадетский корпус и, позже — Николаевское военное училище, служил в Уланском драгунском полку. Погиб в начале Первой мировой войны в бою с австрийцами в Галиции.
Увлёкся литературой, напечатал множество произведений на страницах южнорусской периодики (Южный край, Пчёлка и другие) под псевдонимами «Иван Сечевик» и «Аполлон Аполлонович Пегасов». Пётр Оленич-Гнененко выступал как прозаик («Роман, князь Русский») драматург («Стенька Разин») сатирик и поэт.
Семья Оленечей-Гнененко была известна своей склонностью к изящной словесности — помимо Петра Павловича, как писатель и критик иногда выступал его брат Павел Павлович, сын которого, Александр Павлович Оленич-Гнененко стал в советское время известным переводчиком. Кроме того, как поэтесса выступала Лидия Оленич-Гнененко под псевдонимом Лидия Норд.